# Rudolf Kraus (Politiker, 1882)
Rudolf Kraus (* 6. Juli 1882 in Bruchsal; † 17. November 1955 in Weil am Rhein) war ein deutscher Verwaltungsbeamter, Kommunalpolitiker (DDP), von 1919 bis 1933 und von 1945 bis 1946 zweimaliger Bürgermeister der Stadt Weil am Rhein und nach Ende des Zweiten Weltkrieges kurzzeitig Landrat des Landkreises Lörrach.

## Leben
Rudolf Kraus besuchte die Volksschule und das Gymnasium in Bruchsal. 1904 bestand er die Prüfung zum Finanzassistenten beim Domänenamt Bruchsal und war danach in dieser Position bei verschiedenen Finanzämtern tätig. Von 1911 bis 1914 nahm er die Position eines Revisors bei der Stadt Mannheim wahr. Von 1914 bis 1918 nahm er dann am Ersten Weltkrieg teil.
1919 wurde Rudolf Kraus Bürgermeister in Weil am Rhein. In seine Zeit als Ortsvorsteher fallen u. a.: Die Erhebung Weils zur Stadt am 16. Oktober 1929 und verschiedene größere Bauprojekte, so etwa von 1922 bis 1926 der Bau der Gartenstadt Leopoldshöhe, der Bau der ersten Friedhofshalle in Südbaden, und der Baubeginn des Sportstadions 1927.
Rudolf Kraus übte das Amt des Weiler Bürgermeisters bis zum 6. April 1933 aus, als er von den Nationalsozialisten zunächst beurlaubt wurde. Am 8. Mai 1933 sprach ihm dann der nationalsozialistisch kontrollierte Gemeinderat sein Misstrauen aus. Nach seiner Entlassung arbeitete er von 1933 bis 1945 als Rechnungssteller bei verschiedenen Gemeinden.
Von April bis Juni 1945 amtierte Rudolf Kraus kurzzeitig als Kassenleiter der Landkreiskasse Lörrach und wurde zusätzlich Ende Mai von der französischen Militärregierung zum stellvertretenden Landrat und zum Bürgermeister von Weil am Rhein ernannt. Am 14. Juni 1945 lotete er mit Vertretern des Kantons Basel-Stadt in einer Geheimverhandlung die Aufnahme der Stadt Weil am Rhein in den Kanton Basel-Stadt und die Eidgenossenschaft aus, was von schweizerischer Seite aber abgelehnt wurde. Vom Herbst 1945 bis 1947 war Rudolf Kraus dann ebenfalls auf Anordnung der französischen Militärregierung hin Landrat des Landkreises. Auf den Posten des Weiler Bürgermeisters verzichtete er im September 1946. Am 22. September 1946 ernannte die Stadt Weil am Rhein Rudolf Kraus zu ihrem ersten Ehrenbürger. Im Anschluss an seine Tätigkeit als Landrat arbeitete er bis zu seinem Ruhestand 1952 als Geschäftsführer der Rheinhafengesellschaft Weil am Rhein.